# السرير (الضالع)

تعديل مصدري - تعديل

السرير هي مدينة يمنية تتبع محافظة الضالع، وهي مركز مديرية جحاف، بلغ تعداد سكانها 647 نسمة حسب الإحصاء الذي أجري عام 2004.
ويعتبر السرير مركز من المراكز الثلاثة الرئيسية التابعة لمديرية جحاف بمحافظة الضالع ويظم إلى جانب مدينة السرير (عاصمة مديرية جحاف) عدداً من المناطق والقرى ابرزها؛
- القرضي
- العدينة
الشيمة
الحقل
شران
الأكمة 
-الذنان
- الضمر
- المداد
- العبل
- عيفر
-شعب العجردي
- قرنة
- الصلال
- المحقة
- المحروس
- جرنة
- الخربة
- السحاديد
- الضلع
المصنعة
- قرنعلا
- جبل بن خضير
الجبال والاودية
أبرز الجبال الواقعة في مركز السرير هي
- جبل المنارة
- جبل ربك
- جبل اشجان
- جبل عْمل
جبل الترفع

اهم الأودية
وادي القاعة
وادي المعاين
وادي الغمازة
وادي الصالل
وادي سامع
وادي المداد